# Pokémon Adventures
Pokémon Adventures, conegut com a Pocket Monsters Special (ポケットモンスター SPECIAL, Poketto Monsutā Supesharu) al Japó, és un manga shonen basat en el món fictici de Pokémon, una sèrie de videojocs, anime, mangues, llibres, cartes col·leccionables i altres mitjans que fou inventada per Satoshi Tajiri i ha generat milers de milions de dòlars en beneficis per a Nintendo i Game Freak. El guionista és Hidenori Kusaka. L'il·lustrador actual és Satoshi Yamamoto, que substituí Mato a partir del desè volum. Segons Tajiri, el manga és el mitjà que millor reflecteix la seva visió del món de Pokémon.